# Horrweiler
Horrweiler település Németországban, Rajna-vidék-Pfalz tartományban. Lakosainak száma 864 fő (2023. december 31.).

## Népesség
A település népességének változása:
| Lakosok száma | 603  | 769  | 778  | 809  | 861  | 864  |
|               | 1975 | 2017 | 2019 | 2021 | 2022 | 2023 |